# Torneo de Adelaida

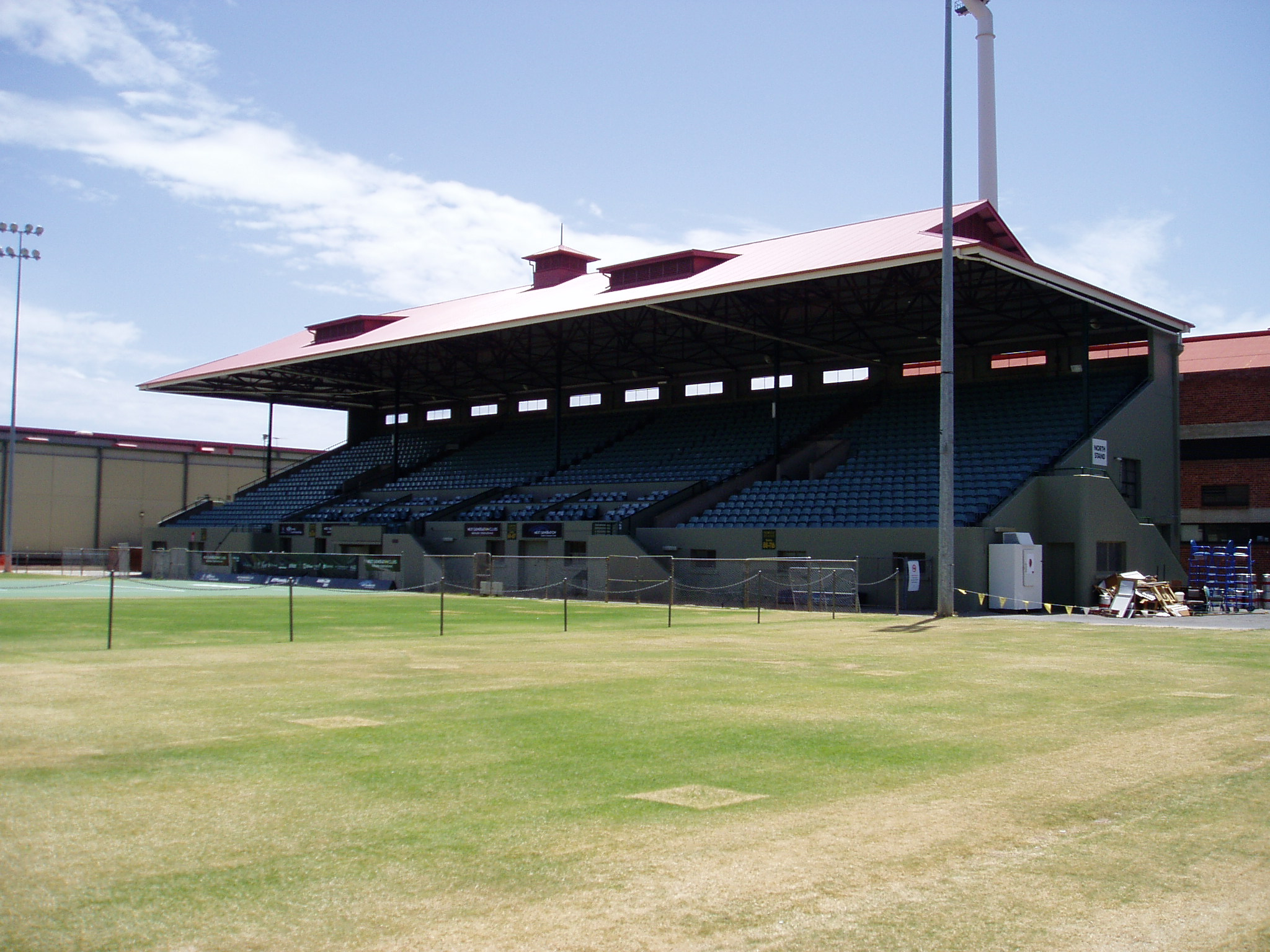
El Memorial Drive Tennis Centre, ubicado en Adelaida, Australia, ha sido históricamente el escenario del Torneo de Adelaida (Adelaide International).

El torneo de Adelaida, denominado oficialmente Next Generation Adelaide International, fue un torneo de tenis correspondiente al calendario de la ATP que se disputó de 1972 a 2008. Se jugaba sobre superficie dura (sobre césped hasta 1987) en la primera semana del calendario tenístico y servía como preparación para el Abierto de Australia, jugándose en la misma superficie que la de este último. Correspondía al ATP International Series.
En 2007 fue el primer torneo (aparte de la Tennis Masters Cup) en implantar el formato de round robin, un proyecto de la ATP que constituyó un rotundo fracaso,  eliminándose los torneos con este formato tan solo cuatro meses después.
Posteriormente el torneo se fusionó con el Australian Women's Hardcourt jugado en Gold Coast, convirtiéndose en un torneo para hombres y mujeres que se celebra en la ciudad de Brisbane desde el año 2009 (véase Torneo de Brisbane).
El torneo se jugó desde 1974 en el Memorial Drive Park, estadio que fue sede de cuatro finales de la Copa Davis y en el que se disputaron doce ediciones del Abierto de Australia entre 1926 y 1967.

## Resultados

### Individual masculino
| Año  | Campeón            | Finalista           |
| 2008 | Michael Llodra     | Jarkko Nieminen     |
| 2007 | Novak Đoković      | Chris Guccione      |
| 2006 | Florent Serra      | Xavier Malisse      |
| 2005 | Joachim Johansson  | Taylor Dent         |
| 2004 | Dominik Hrbatý     | Michaël Llodra      |
| 2003 | Nikolay Davydenko  | Kristof Vliegen     |
| 2002 | Tim Henman         | Mark Philippoussis  |
| 2001 | Tommy Haas         | Nicolás Massú       |
| 2000 | Lleyton Hewitt     | Thomas Enqvist      |
| 1999 | Thomas Enqvist     | Lleyton Hewitt      |
| 1998 | Lleyton Hewitt     | Jason Stoltenberg   |
| 1997 | Todd Woodbridge    | Scott Draper        |
| 1996 | Yevgeny Kafelnikov | Byron Black         |
| 1995 | Jim Courier        | Arnaud Boetsch      |
| 1994 | Yevgeny Kafelnikov | Alexander Volkov    |
| 1993 | Nicklas Kulti      | Christian Bergström |
| 1992 | Goran Ivanišević   | Christian Bergström |
| 1991 | Nicklas Kulti      | Michael Stich       |
| 1990 | Thomas Muster      | Jimmy Arias         |
| 1989 | Mark Woodforde     | Patrik Kühnen       |
| 1988 | Mark Woodforde     | Wally Masur         |
| 1987 | Wally Masur        | Bill Scanlon        |
| 1985 | Eddie Edwards      | Peter Doohan        |
| 1984 | Peter Doohan       | Huub van Boeckel    |
| 1983 | Mike Bauer         | Miloslav Mečíř      |
| 1982 | Mike Bauer         | Chris Johnstone     |
| 1981 | Mark Edmondson     | Brad Drewett        |
| 1979 | Kim Warwick        | Bernard Mitton      |
| 1977 | Victor Amaya       | Brian Teacher       |
| 1974 | Dick Stockton      | Geoff Masters       |
| 1972 | Alex Metreveli     | Kim Warwick         |

### Dobles masculinos
| Año  | Campeones                        | Finalistas                       |
| 2008 | Martín García Marcelo Melo       | Chris Guccione Robert Smeets     |
| 2007 | Wesley Moodie Todd Perry         | Novak Djokovic Radek Štěpánek    |
| 2006 | Jonathan Erlich Andy Ram         | Paul Hanley Kevin Ullyett        |
| 2005 | Xavier Malisse Olivier Rochus    | Simon Aspelin Todd Perry         |
| 2004 | Bob Bryan Mike Bryan             | Arnaud Clément Michael Llodra    |
| 2003 | Jeff Coetzee Chris Haggard       | Max Mirnyi Jeff Morrison         |
| 2002 | Wayne Black Kevin Ullyett        | Bob Bryan Mike Bryan             |
| 2001 | David Macpherson Grant Stafford  | Wayne Arthurs Todd Woodbridge    |
| 2000 | Todd Woodbridge Mark Woodforde   | Lleyton Hewitt Sandon Stolle     |
| 1999 | Gustavo Kuerten Nicolás Lapentti | Jim Courier Patrick Galbraith    |
| 1998 | Joshua Eagle Andrew Florent      | Ellis Ferreira Rick Leach        |
| 1997 | Patrick Rafter Bryan Shelton     | Todd Woodbridge Mark Woodforde   |
| 1996 | Todd Woodbridge Mark Woodforde   | Jonas Björkman Tommy Ho          |
| 1995 | Jim Courier Patrick Rafter       | Byron Black Grant Connell        |
| 1994 | Andrew Kratzmann Mark Kratzmann  | David Adams Byron Black          |
| 1993 | Todd Woodbridge Mark Woodforde   | John Fitzgerald Laurie Warder    |
| 1992 | Goran Ivanišević Marc Rosset     | Byron Black Grant Connell        |
| 1991 | Wayne Ferreira Stefan Kruger     | Paul Haarhuis Mark Koevermans    |
| 1990 | Andrew Castle Nduka Odizor       | Alexander Mronz Michiel Schapers |

- 1989:  Neil Broad  Stefan Kruger
- 1988:  Darren Cahill  Mark Kratzmann
- 1987:  Ivan Lendl  Bill Scanlon
- 1985:  Mark Edmondson  Kim Warwick
- 1984:  Broderick Dyke  Wally Masur
- 1983:  Craig Miller  Eric Sherbeck
- 1982:  Pat Cash  Chris Johnstone
- 1981:  Colin Dibley  John James
- 1979:  Colin Dibley  Chris Kachel
- 1977:  Cliff Letcher  Dick Stockton
- 1974:  Grover Raz Reid  Allan Stone

## Otros torneos de tenis en Adelaida
Además del tradicional torneo, desde el surgimiento de la Era Abierta, Adelaida fue sede de otros 3 torneos de tenis masculino correspondientes al circuito profesional y actualmente reconocidos por la ATP. Los tres se jugaron sobre superficie de césped y las finales de individuales fueron:
| Año  | Campeón       | Finalista    |
| 1982 | Rod Frawley   | Lloyd Bourne |
| 1977 | Tim Gullikson | Chris Lewis  |
| 1974 | Björn Borg    | Onny Parun   |

- Datos: Q3965460